# 甘蒙锦鸡儿
甘蒙锦鸡儿（学名：Caragana opulens）为豆科锦鸡儿属下的一个种。

## 扩展阅读
- 維基物種上的相關：甘蒙锦鸡儿